# Этническая социализация
Этническая социализация – это процесс интеграции индивида в этническую группу или полиэтничное общество в ходе усвоения и воспроизведения ценностей, установок и социального опыта этноса, к которому принадлежит индивид. Процесс социализации может быть моноэтническим, то есть осуществляющимся в рамках только одной этнической группы, или полиэтническим, что означает, что индивиду в ходе социализации приходится сталкиваться с представителями различных этнических групп.  

## Компоненты этнической социализации
И.С. Кон в рамках концепции культурной трансмиссии рассматривает компоненты этнической социализации. Культурная трансмиссия при этом является определенного рода механизмом, при помощи которого этническая группа передает свои ключевые этнокультурные характеристики новым членам. Таким образом,  И.С. Кон выделяет следующие компоненты этнической социализации: субъективный, объективный, процессуальный и институциональный.
- Субъективный компонент - характеризует агентов, от кого и кому передается культура.  Агентами этнической социализации могут выступать родители, опекуны, воспитатели, родственники, взрослые, сверстники и т.д.
- Объективный компонент - характеризует что именно передается новым членам этнической группы в ходе социализации. Этническая социализация рассматривается как процесс передачи ценностей и их иерархии, социальных норм, моделей поведения, норм невербальной коммуникации, а также таких проявлений культуры, как язык, фольклор, национальная кухня, народные промыслы и т.д.
- Процессуальный компонент - характеризует то, как осуществляется социализация, то есть универсальные фазы вхождения в социум, в данном случае - фазы этнической социализации.
- Институциональный компонент - характеризует социальные институты, участвующие в процессе этнической социализации. В качестве таких институтов могут выступать: семья, школа, религия, СМК, Интернет и т.д.

## Фазы этнической социализации
- Адаптация - фаза, в ходе которой индивид приспособляется к нормам и традициям своей этнической группы и осваивает её основные культурные элементы . Основная задача на данном этапе этнической социализации – быть таким, как все[2]. При этом человек определяет себя через формулу «Я такой же, как окружающие»[3].
- Индивидуализация - у индивида появляется стремление обособить свою личность и подчеркнуть свои индивидуальность. Основная задача на данном этапе этнической социализации – быть не таким, как все[2], индивид воспроизводит усвоенный этнокультурный опыт в индивидуальных формах. На данном этапе индивид обладает свободой внутреннего  выбора в сфере этнического самосознания.Самоидентификация происходит по формуле: «Я такой же, как мой народ».[3]
- Интеграция - заключается в достижении равновесия между стремлениями к приспособлению и обособлению. В ходе интеграции устанавливается баланс между индивидуальными потребностями личности и социальными требованиями, индивид целенаправленно выстраивает взаимодействие с представителями других этнических групп и в полной мере осознает свою этническую принадлежность. Происходит становление этнического мировоззрения, человек начинает воспринимать себя с позиции «Я – представитель своего народа»[3].   .

Петровский А.В устанавливает соответствие между фазами этнической социализации и возрастными периодами: детство (адаптация), отрочество (индивидуализация) и юность (интеграция).
В свою очередь, Ж. Пиаже считает, что первая фаза этнической социализации происходит в возрасте 6-7 лет, когда ребенок приобретает первые знания об этнической принадлежности, вторая – в возрасте 8-9 лет с развитием у ребенка национальных чувств, а третья – в 10-11 лет, завершая процесс становления этнической идентичности. Однако, не смотря на то, что формирование этнического самосознания проходит преимущественно в детские и подростковые годы, в ряде случаев изменения могут происходить и в зрелые годы. 

## Результаты этнической социализации
В зависимости от того, как прошел процесс этнической социализации, результаты могут оказаться различными. Существует три основных варианта завершения процесса: успешная этническая социализация, незавершенная этническая социализация и этническая десоциализация. 
- Успешная этническая социализация.  Результатом является этносоциализированная личность, четко осознающая себя в качестве представителя этнической группы, признающая ценность культурного многообразия, обладающая развитой толерантностью и готовая на межэтнический диалог.
- Незавершенная этническая социализация возникает в ситуации, когда этническая идентичность не вполне определена и личность склонна к утрате ценностей своей этнической группы.
- Этническая десоциализация характеризуется отсутствием толерантности по отношению к другим этническим группам, неприятием их ценностей и образа жизни, склонностью к изоляционизму и этнофанатизму. [5]